# Die Lebenden und die Toten

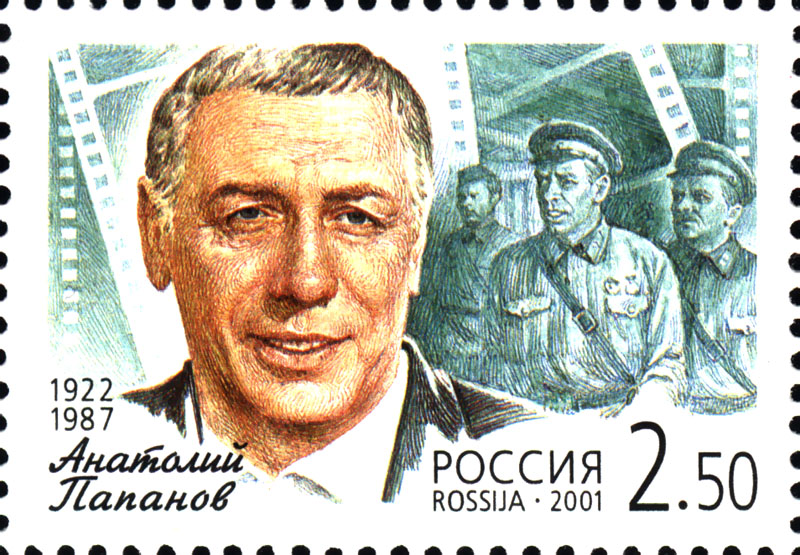
Anatoli Papanow im Film Die Lebenden und die Toten auf einer russischen Briefmarke von 2001

Die Lebenden und die Toten (russisch Живые и мёртвые) ist ein zweiteiliger Spielfilm nach dem gleichnamigen Roman des 1979 gestorbenen Konstantin Michailowitsch Simonow. Die deutsche Erstaufführung war am 6. November 1964 in der DDR. Am 20. November 1964 lief er in den Kinos der Bundesrepublik Deutschland an. Die Fortsetzung Man wird nicht als Soldat geboren wurde 1967 vom gleichen Regisseur ebenfalls nach der gleichnamigen Vorlage von Simonow gedreht.

## Handlung
Die Handlung des Filmes verläuft von den ersten Tagen des Deutsch-Sowjetischen Krieges bis zum Beginn des Gegenangriffes der sowjetischen Armee bei Moskau.
Der Korrespondent einer Soldatenzeitung Iwan Sinzow befindet sich zu Kriegsbeginn in Urlaub. Er kehrt sofort zu seiner in Weißrussland stationierten Einheit zurück. Es gelingt ihm jedoch nicht, seine Redaktion zu finden. Stattdessen schließt er sich einem Regiment an, das den Kampf fortsetzt und schließlich eingekreist wird. Mit Serpilin als Regiments- und schließlich Divisionskommandeur brechen die Überlebenden aus dem Kessel aus. Auf dem Transport ins Hinterland geraten die Soldaten in einen deutschen Panzerangriff und werden zerstreut. Sinzow, die Militärärztin Tanja Owsjannikowa sowie der Soldat Petja Solotarjow schlagen sich zu einem Haus im Wald durch. Die schwer kranke Tanja muss zurückgelassen werden. Auf der weiteren Flucht wird Sinzow verwundet. Solotarjow nimmt seine Papiere an sich, schafft es aber nicht, Sinzow zu bergen. Ohne Papiere schlägt sich Sinzow nach Moskau durch und hat große Probleme zu beweisen, dass er kein Deserteur und Feigling ist. Er bewährt sich in der Winterschlacht vor Moskau 1941 an der Front.

## Kritiken

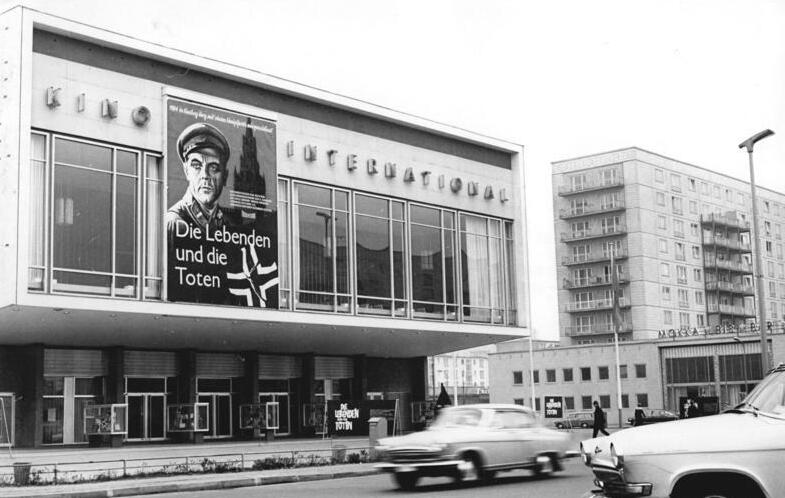
Die Lebenden und die Toten im Kino International, Berlin

„Der (…) Film setzt sich unter anderem kritisch mit der Kriegsführung Stalins auseinander. Patriotische Züge der Originalfassung wurden durch die DEFA-Synchronisation noch verschärft.“

## Auszeichnungen
- Hauptpreis auf dem Internationalen Filmfestival Karlovy Vary 1964
- Hauptpreis beim 1. Allunionsfilmfestival 1964

## Sonstiges
„Die Lebenden und die Toten“ ist eine Zeile aus dem ökumenischen Glaubensbekenntnis.